# High-Dose-Hook-Effect
Als High-Dose-Hook-Effekt wird im Rahmen serologischer Methoden ein Phänomen beschrieben, welches bei Vorliegen sehr hoher Konzentrationen eines nachzuweisenden Stoffes (Analyt), zu falsch-niedrigen oder sogar falsch-negativen Untersuchungsergebnissen führen kann.

## Beispiel Malaria-Schnelltest
Zum Nachweis von Krankheitserregern, Antigenen oder auch Antikörpern werden häufig sogenannte Immunassays und Lateral-Flow-Tests eingesetzt. Diese basieren auf dem Sandwich-Prinzip, wobei die gesuchte Substanz von zwei Antikörpern gebunden und wie bei einem Sandwich in der Mitte „eingeklemmt“ wird. Diese Reaktion kann beispielsweise mittels eines Farbprodukts sichtbar gemacht werden, wenn einer der beiden Antikörper als Immunkonjugat vorliegt (also entsprechend präpariert ist).
Plasmodium-falciparum-Antigene können im Falle von Malaria tropica in so hoher Konzentration (hohe Parasitämie) vorliegen, dass Lateral-Flow-Teste ein falsch negatives Ergebnis anzeigen. Das exzessive Vorliegen antigener Strukturen sättigt die zum Nachweis im Test vorhandenen Antikörper ab (sie werden „weggefischt“), bevor die Sandwichformation vollzogen wurde. Deshalb kann dann mit diesem Test kein sichtbarer Nachweis der Malaria stattfinden, obgleich diese mit ausgeprägtem Befall vorliegt.

## Maßnahmen
Eine der möglichen zur Verfügung stehenden Maßnahmen ist eine Verdünnung der zu testenden Probe.